# 鄭準
鄭準（1531年—1576年），字正衡，號衡菴，直隸蘇州府吳縣西山甪里人，民籍，明朝政治人物。

## 生平
嘉靖四十三年（1564年）甲子科應天鄉試第十七名舉人，隆慶二年（1568年）中式戊辰科會試第八十九名，三甲第二百六十一名進士。授浙江東陽縣知縣，萬曆元年（1573年）十二月選授南京山東道監察御史，二年（1574年）十一月上言京察屆期，吏部尚書張瀚宜矢公慎，並言其不公不慎數事。三年（1575年）二月出為廣東按察司僉事，不久去世。

## 家族
曾祖鄭鑑；祖父鄭玠；父鄭相，母王氏。慈侍下。弟鄭平、鄭覃。